# Валентин Елізалде
Валентин Елізалде Валенсія (Jitonhueca, Сонора, 1 лютого 1979 р. — Рейноса, Тамауліпас, 25 листопада 2006 р.), Також відомий як «El Gallo de Oro», мексиканський співак.

## Дитинство
Валентин народився в місті Джітонхуека, містечку, що належить до муніципалітету Ечоджоа, Сонора. Будучи там, де провів свої перші роки життя, він був присвячений продажу музичних касет в паленках, потім він увійшов до томатного поля, а згодом переїхав до Гвадалахари, Яліско, а пізніше в Гуасаве, Сіналоа, де він прожив кілька років разом із батьком Еверардо Елізалде та його братами. Співак оселився в Тобаріто.
Його матір'ю була Каміла Валенсія. У Валентина було два брати та сестра; Хесус Елізалде Валенсія, Франциско Елізалде та Лівія Елізалде Валенсія. Він вивчав право в університеті Сонори, де закінчив навчання і закінчив юрист .

## Гонка
Професійна кар'єра Валентина Елізальде розпочалася 24 червня 1998 року в Бакаме Нуево, Сонора, на святкуванні в Сан-Хуані, де він отримав свою першу оплату. Валентин почав підготовку до запису свого першого альбому і був визнаний у штатах Сонора, Яліско, Сіналоа та Чіуауа .
Елізальде була не лише співачкою, але й композитором; великої кількості пісень і різноманітних стилів, в рамках традиції тамбори з Сіналоа, серед цих стилів також наркокорідо . Деякі його композиції: «Нуестро джель», «Коридо дель компас Карлос», «Сіріло Флорес Кезада», «Ель втеча дель Чапо», «Хуан Дієго Кота», «Хой ні», «Родольфілло», "Лало ель де Гвадалахара «і» Померти я народився "(Співав його Банда Гуасавеня, а також Лос-Герцог Де Сонора).

## Вбивство
Валентина Елізалде вбив командос, коли він виходив з презентації в Паленці на Експо-Ферії в Рейносі, Тамауліпас, близько 3:30 ранку 25 листопада 2006 року. Під час нападу він отримав кілька пострілів із супер- вогнепальної зброї АК-47, АР-15 та .38, сильної зброї, що спричинило його миттєву смерть, разом із водієм Рейнальдо Баллестеросом та його представником Маріо Мендосо Граєда. В інциденті також постраждав його двоюрідний брат Фаусто «Тано» Елізалде. Його похорон був проведений на його ранчо в місті Йітонхуека, Сонора, місце його походження, і його поховали в місті Гуасаве, на Сіналоа .